# Сирійці
Сирі́йці — семітський народ, основне населення Сирійської Арабської Республіки. Загальна чисельність близько 50 млн осіб. Більшість сирійців мусульмани. Також мешкають на території Кувейту, Німеччини, Північної та Південної Америки, Африки та Австралії. Розмовляють сирійським діалектом арабської мови. До входження території Сирії до Арабського халіфату, в VII столітті, населення розмовляло арамейською мовою. У складі сирійського населення приблизно 90 % складають мусульмани, з них близько 80 % — суніти, інші — шиїти, решта 10 % жителів Сирії — християни. 

## Племінний поділ
У сирійців і досі зберігається племінний поділ. Найбільшими племенами є руала, шаммар, акейдат, валяд алі, бені халед, мава, хадеддіїн, фадль і т.д. На сході Сирії живуть переважно бедуїни, даний регіон називають «країною бедуїнів», де і до цього дня діє бедуїнське звичаєве право. 

## Історія
Протягом тривалого часу з XVI століття до 1918 року Сирія була в складі Османської імперії, потім як мандатний регіон перейшла до Франції. В результаті цього в Сирії відбувалися численні повстання і визвольні рухи, які переросли в національне повстання 1925–1927 рр. У 1943 році Сирія отримала суверенітет і стала незалежною державою. Саме в цей період у населення цієї країни склалася національна самосвідомість.

## Господарство
Одним з головних видів діяльності для сирійців є сільське господарство, вони зайняті в сфері промисловості, торгівлі, землеробства і ремесла. Розвинені традиційні ремесла: ткацтво, столярство, ковальська і ювелірна справа. Вирощуються різні технічні культури, зернові, бобові, городні, баштанні. Кочівники займаються тваринництвом, також населення деяких сирійських регіонів займається розведенням верблюдів, в основному кочівники проживають на півдні країни. Частина сирійців працює в сфері промисловості.